# Хринюк Євген Минович
Хринюк Євген Минович (1929—1978) — радянський український сценарист і кінорежисер.

## Біографічні відомості
Євген Хринюк народився в Луцьку. Мати — чешка Анна із села Оличка (нині) Рівненської області; батько Мина Хринюк — із Затурець; закінчив духовну семінарію з правом учителювання (священиком у ті часи він бути не міг, тому що вийшов з простої сім'ї, а не з родини священнослужителя).
У дитинстві Євген мав здібності до математики, читав багато художньої літератури. Юнакові було всього 15, коли 13 березня 1945 р. його, студента Луцького педагогічного училища, та ще двох юнаків-студентів, — Сашка Рудницького і Юрка Патуту, — органи НКВС за сфабрикованою справою заарештували і звинуватили в антирадянській націоналістичній діяльності. Це сталося через 4 дні після того, як 9 березня хлопці, активні учасники Шевченківських вечорів, читали вірші великого українського поета у Луцькому педагогічному училищі. Всіх їх засудили до 10 років табірного ув'язнення ГУЛАГу за «український буржуазний націоналізм». У НКВС беззахисного підлітка били. Рік до повноліття Євген відбував в Одеській колонії, а далі був відправлений до Воркути. Там, у таборі, зустрівся і подружився з класиком радянського кіно — сценаристом Олексієм Каплером, уродженцем Києва. Олексій Якович дав юнаку ґрунтовну мистецьку освіту.
У 1954 році, після звільнення поїхав до Кисельовська Кемеровської області, де тимчасово проживала його сестра, там з відзнакою закінчив будівельний технікум. У 1958 р. їде ло Луцька і якийсь час працює на будівництві Гнідавського цукрового заводу. Але мрія, що зародилася в Воркуті на уроках О. Каплера, не залишає його, і з другого заходу Євген стає студентом Всесоюзного державного інституту кінематографії у Москві.
У 1963 році з відзнакою закінчив сценарний факультет ВДІКу (майстерня Олексія Спешнева). Після закінчення працював на Одеській кіностудії, потім — на Кіностудія імені О. Довженка.
Автор і співавтор десятка сценаріїв документальних, науково-популярних, а також ігрових фільмів.
Режисер-постановник трьох художніх фільмів. За фільм «Адреса вашого дому» (1972) був висунутий на здобуття Державної премії ім. Тараса Шевченка у галузі кіномистецтва, але зі зрозумілих причин радянського часу премію йому не дали.
Великий успіх мала його картина «Анна і Командор» (1974), в якій знялися зірки радянського екрану Аліса Фрейндліх, Василь Лановий, Інокентій Смоктуновський. Фільм йшов одночасно в 38 столичних кінотеатрах, а критика в цей час нападала на режисера і сценариста за те, що він зняв картину не про будівництво соціалістичної Батьківщини, а про психологічні колізії і про любов.
Заповітною мрією режисера було зняти фільм про Тараса Шевченка — про період повернення поета із заслання, під час зустрічі з Україною. Але задуму кіномитця не судилося здійснитися. Ще у березні 1978 р. в інтерв'ю він розповідав про роботу над сценарієм за романом Юрія Мушкетика «Біла тінь», про плани на роботу над новим фільмом, а у травні його не стало. Останню картину режисера «Біла тінь» (1979) завершила режисер Оксана Лисенко.
Є. М. Хринюк помер 22 травня 1978 — на 48-му році життя. Похований у Києві, на Байковому цвинтарі.

## Фільмографія

### Актор
- «Захар Беркут» (1971, боярин; реж. Л. Осика)

### Режисер-постановник
- «Пошук» (1967, у співавт. з І. Старковим, К. Жуком, Одеська кіностудія)
- «Адреса вашого дому» (1972, Кіностудія імені О. Довженка)
- «Анна і Командор» (1974, кіностудія ім. О. Довженка)
- «Біла тінь» (1979; картину завершила реж. О. Лисенко, кіностудія ім. О. Довженка)

### Сценарист
- «Та, що входить у море» (1965, к/м, реж. Л. Осика, кіностудія ім. О. Довженка)
- «Пошук» (1967)
- «З нудьги»/рос. «Скуки ради» (1967, у співавт. з А. Войтецьким, Ю. Іллєнком і Ю. Пархоменком; за однойменним оповіданням М. Горького; реж. А. Войтецький, кіностудія ім. О. Довженка)
- «Тронка» (1971, у співавт. з О. Гончаром і А. Войтецьким; реж. А. Войтецький, кіностудія ім. О. Довженка)
- «Адреса вашого дому» (1972, у співавт. з Я. Верещаком)
- «Анна і Командор» (1974, у співавт. з І. Менджерицьким)
- «Це було в Міжгір'ї» (1975, реж. Мунід Закіров, кіностудія ім. О. Довженка)
- «Алтунін приймає рішення» (1978, т/ф, у співавт. з Сосюрою; реж. О. Ленціус)
- «Біла тінь» (1979, за однойменним романом Ю. Мушкетика)